# El Fondó dels Frares (kommun)
Hondón de los Frailes (valencianska: El Fondó dels Frares) är en kommun i Spanien.   Den ligger i provinsen Provincia de Alicante och regionen Valencia, i den sydöstra delen av landet, 300 km sydost om huvudstaden Madrid. Antalet invånare är 1 238.